# Hyacinthe Klosé
Hyacinthe Eléonore Klosé (Corfu, Grécia, 11 de outubro de 1808 - Paris, 29 de agosto de 1880) foi um professor do Conservatório de Paris, compositor e músico francês, considerado inovador principalmente em clarinete.

## Vida e música
Klosé nasceu em Corfu (Grécia). Ele foi o segundo clarinete no Théâtre Italien para Frédéric Berr começando em 1836, então para Iwan Müller após a morte de Berr em 1838, finalmente se tornando clarinetista solo quando Müller saiu em 1841.
Em 1839, projetou o que é sabido agora como o sistema Clarinet de Boehm, por Theobald Boehm.
No Conservatório de Paris, Klose teve muitos alunos, incluindo notáveis:
- K.I. Boutruy, primeiro prémio em 1852.
- A. Grisez, primeiro prémio em 1857.
- Augusta Holmès
- Adolphe Marthe Leroy, sucedeu a Klosé em Paris, 1868
- Louis A. Mayeur,
- I.G. Paulus, recebeu a "Légion d'Honneur"
- Cyrille Rose, primeiro prémio em 1847.
- Frédéric Selmer, "Prize of Honour", em 1852.
- Charles Paul Turban, segundoo prémio em 1864 primeiro prémio em 1865.